# Stockaryd
Stockaryd är en tätort i Sävsjö kommun i Jönköpings län och kyrkby i Stockaryds socken.

## Historia
Stockaryd är uppvuxet kring skogs- och möbelindustri.
När södra stambanan blev klar 1864 blev bondbyn Stockaryd ett snabbt växande samhälle. Storhetstiden varade mellan cirka 1920 och 1980. 

### Befolkningsutveckling
| Befolkningsutvecklingen i Stockaryd 1960–2020 | Befolkningsutvecklingen i Stockaryd 1960–2020 | Befolkningsutvecklingen i Stockaryd 1960–2020 | Befolkningsutvecklingen i Stockaryd 1960–2020 | Befolkningsutvecklingen i Stockaryd 1960–2020 |
| --------------------------------------------- | --------------------------------------------- | --------------------------------------------- | --------------------------------------------- | --------------------------------------------- |
|                                               |                                               |                                               |                                               |                                               |
| År                                            |                                               |                                               | Folkmängd                                     | Areal (ha)                                    |
| 1960                                          | 1960                                          |                                               | 973                                           |                                               |
| 1965                                          | 1965                                          |                                               | 1 020                                         |                                               |
| 1970                                          | 1970                                          |                                               | 1 138                                         |                                               |
| 1975                                          | 1975                                          |                                               | 1 177                                         |                                               |
| 1980                                          | 1980                                          |                                               | 1 213                                         |                                               |
| 1990                                          | 1990                                          |                                               | 1 179                                         | 164                                           |
| 1995                                          | 1995                                          |                                               | 1 167                                         | 164                                           |
| 2000                                          | 2000                                          |                                               | 1 082                                         | 166                                           |
| 2005                                          | 2005                                          |                                               | 1 003                                         | 166                                           |
| 2010                                          | 2010                                          |                                               | 958                                           | 165                                           |
| 2015                                          | 2015                                          |                                               | 1 019                                         | 159                                           |
| 2020                                          | 2020                                          |                                               | 1 047                                         | 160                                           |
|                                               |                                               |                                               |                                               |                                               |

## Kommunikationer

### Landsväg
Det finns fyra vägar till Stockaryd: en från Vrigstad, en från Sävsjö, en från Gamla Hjälmseryd och en från Rörvik. Länsväg F 761 på sträckan mellan Gamla Hjämseryd och Stockaryd har byggts om och fått en rakare sträckning för att lastbilarna med timmer ska få det enklare att ta sig till Stockarydsterminalen. 

### Järnväg
Södra stambanan passerar genom samhället. Krösatågen Jönköping - Nässjö - Alvesta - Växjö gör uppehåll vid Stockaryd station. Godstrafik på järnväg finns till Stockarydsterminalen.

## Stockarydsterminalen
Den 27 augusti 2008 invigdes en ny terminal för järnvägstransport av timmer och andra råvaror som biobränsle, torv med mera. 
I maj 2010 vann denna terminal Stora Logistik & Transportpriset.

## Näringsliv
Stockaryd är centrum för svensk tillverkning av hyvelbänkar (Sjöbergs) från 1950-talet. Även pinnstolar tillverkades till fram på 80-talet. Industrin i Stockaryd präglas idag av hustillverkning och möbler. Willa Nordic tillverkar främst lite exklusivare villor och Lättbalken AB tillverkar takstolar. Forsbergs möbler stoppar och klär möbler och Magnussons Snickerifabrik tillverkar möbelstommar i massivt trä. 

## Natur
Naturen är typiskt småländsk med tall och gran, men i Stockaryds fall framför allt mossar.
Det finns en motionsgård som heter Tallbacken som drivs av IFK Stockaryd. I anslutning till den finns det en motionsslinga på 2,5 km, en på 5 km och en på 1 mil. 

## Evenemang
Varje år, sista söndagen i maj, hålls en Antik- och Samlarmarknad på marknadsplatsen i Stockaryds södra utkant. Det är en av södra Sveriges största marknader av det här slaget och lockar varje år tusentals besökare. På marknaden byts och säljs allt från prydnadssaker i porslin, till LP-skivor och möbler.